# Benzilcsoport

A benzilcsoport szerkezete

A szerves kémiában benzilcsoportnak a C6H5CH2− szerkezetű szubsztituenst vagy molekularészletet nevezik. A benzilcsoport egy benzolgyűrűből és az ahhoz kapcsolódó CH2-csoportból áll.

## Nevezéktan
A benzi szó leggyakrabban a benzil-vegyületekre, például benzil-kloridra vagy benzil-benzoátra utal, de jelentheti a benzil szabad gyököt is, melynek képlete C6H5CH2. A benzil karbokation képlete C6H5CH+2, a benzil karbanioné C6H5CH−2. Ezen részecskék normál körülmények között nem keletkeznek számottevő mennyiségben, de hasznosak a reakciók mechanizmusának tárgyalásakor.
A benzil- és a fenilcsoportot olykor összetévesztik, de képletük és viselkedésük is nagyon különböző.

### Rövidítések
Kémiai vegyületek elnevezésében és szerkezeti képletekben a benzilcsoport jelölésére gyakran a „Bn” jelölést használják. A benzil-alkohol például felírható mint BnOH. Ez a jelölés nem keverendő össze a „Bz”-vel, amely a benzoilcsoport (C6H5C(O)−) rövidítése.

## A benzilcentrumok reakciókészsége
A benzilhelyzet sajátos reakciókészséget eredményez, mely megnyilvánul például az oxidáció, a gyökös halogénezési reakció vagy a hidrogenolízis során. Gyakorlati példát véve megfelelő katalizátor jelenlétében a p-xilol kizárólag benzil-helyzetben oxidálódik, melynek eredményeként tereftálsav keletkezik:
CH3C6H4CH3 + 3 O2 → HO2CC6H4CO2H + 2 H2O
Ezzel az eljárással évente több millió tonna tereftálsavat állítanak elő.
A benzilhelyzet fokozott reakciókészsége a benzilhelyzetű C−H kötés kis kötésdisszociációs energiájának tulajdonítható, a C6H5CH2−H kötés ugyanis más típusú C−H kötéseknél mintegy 10–15%-kal gyengébb. A benzilgyököket a szomszédos aromás gyűrű stabilizálja.

## Benzil védőcsoport
A szerves kémiai szintézisekben a benzilcsoportot gyakran használják alkoholok és karbonsavak védésére.
A benzil-éterként történő védés két gyakori módja:
- alkohol reakciója benzil-bromiddal és erős bázissal (például nátrium-hidriddel) – a Williamson-szintézishez hasonlóan[3]
- alkohol reakciója imidáttal (például benzil-triklóracetimidáttal, C6H5CH2OC(CCl3), trifluormetánszulfonsav jelenlétében. Erre példa egy p-metoxibenzil- (PMB) éter képzése totálszintézis során:[4]

A benzilcsoport hidrogénezéssel eltávolítható. A PMB-étereket magnézium-bromid–dimetil-szulfid, ammónium-cérium(IV)-nitrát vagy 5,6-diciano-2,3-diklór-1,4-benzokinon (DDQ) alkalmazásával hasítani lehet.
Az egyik vizsgálatban a benzilcsoport alkoholra történő átvitelét benziloxi-piridínium sóval végezték:
Oldószerként trifluortoluolt használtak, mely savmegkötőként magnézium-oxidot tartalmazott. Ezt az átalakulást SN1 típusúnak tartják, amit a toluol oldószerből kis mennyiségben Friedel–Crafts-reakcióval képződött melléktermékek jelenléte támaszt alá.

## Fordítás
Ez a szócikk részben vagy egészben a Benzyl című angol Wikipédia-szócikk ezen változatának fordításán alapul.  Az eredeti cikk szerkesztőit annak laptörténete sorolja fel. Ez a jelzés csupán a megfogalmazás eredetét és a szerzői jogokat jelzi, nem szolgál a cikkben szereplő információk forrásmegjelöléseként.